# Hattie Elizabeth Alexander
Hattie Elizabeth Alexander (Baltimore, 5 de abril de 1901 – Nueva York, 24 de junio de 1968) fue una pediatra y microbióloga estadounidense. Es conocida por su desarrollo de los primeros remedios eficaces para la infección causada por el Haemophilus influenzae, además de ser uno de los primeros científicos en identificar y estudiar la resistencia a los antibióticos.

## Primeros años y educación
Alexander nació en Baltimore, Maryland, y se graduó en el Goucher College en 1923. Trabajó en el Servicio de Salud Pública de Estados Unidos y el Servicio de Salud Pública de Maryland, y luego se matriculó en la facultad de medicina de la Universidad Johns Hopkins, donde se doctoró en 1930.

## Trayectoria profesional
En 1932 se convirtió en instructora e investigadora del Departamento de Pediatría de la Universidad de Columbia, donde pasó toda su carrera profesional.
A principios de la década de 1940, Alexander comenzó a investigar la Haemophilus influenzae (Hib), entonces una enfermedad casi invariablemente mortal en bebés y niños pequeños. Entre 1941-1945 fue consultora del secretario de guerra, Henry L. Stimson en Comisión de la gripe. Desarrolló un antisuero mejorado para la enfermedad al combinar la terapia antisuero con el uso de sulfamidas y desarrolló técnicas estandarizadas para su diagnóstico y tratamiento. Con su asociada Grace Leidy ayudaron a reducir la tasa de mortalidad por Hib de casi el 100% a menos del 25%. Más tarde, Alexander y Leidy estudiaron el efecto de los antibióticos sobre el Hib, y descubrieron que la estreptomicina era altamente eficaz. El uso combinado del antisuero, las sulfamidas y los antibióticos redujo significativamente la tasa de mortalidad por esta enfermedad.
En el curso de su investigación sobre antibióticos, Alexander señaló e informó de la aparición de cepas de Hib resistentes a los antibióticos. Concluyó, correctamente, que estaba causado por mutaciones genéticas aleatorias en el ADN que fueron seleccionadas positivamente a través de la evolución; ella y Leidy demostraron la aparición de transformaciones en el bacilo Hib, lo que provocaba la resistencia.
Murió de cáncer de hígado en la ciudad de Nueva York en 1968.

## Premios
Alexander recibió numerosos premios y galardones por su trabajo, incluidos el premio E. Mead Johnson (1942), el premio Elizabeth Blackwell (1956) y el premio Memorial Oscar B. Hunter (1962). En 1964 fue elegida presidenta de la American Pediatric Society. Fue la primera mujer elegida para este cargo.